# Ljugarstjärnarna
Ljugarstjärnarna är en sjö i Ovanåkers kommun i Hälsingland och ingår i Dalälvens huvudavrinningsområde. Sjöns area är 0,021 kvadratkilometer och den befinner sig 344 meter över havet.